# Oxyuranus temporalis
Oxyuranus temporalis ist eine Schlangenart aus der Gattung der Taipane, die 2007 anhand eines 2006 in Zentralaustralien gefangenen Weibchens beschrieben wurde. Das Artepitheton temporalis weist auf die von anderen Taipanen abweichende Schläfenbeschuppung hin.

## Merkmale
Der Kopf von Oxyuranus temporalis ist breit und vom Hals abgesetzt. Die Augen sind groß, die Iris ist schwarz. Der Kopf ist bräunlich-cremefarben und deutlich heller als der blass hellbraune Körper, der auch undeutlich abgegrenzte, dunkler olivgraue Bereiche aufweist. Die Bauchseite ist blass-gelblich und weist zum Kopf hin angedeutete Flecken auf. Die Körperlänge des Holotyps, eines wahrscheinlich fast geschlechtsreifen Weibchens, betrug etwa 99 Zentimeter.
Von den anderen Taipanen kann Oxyuranus temporalis durch das Vorhandensein nur eines Temporalschilds an Stelle von zweien und von sechs statt sieben Sublabialschilden unterschieden werden, wobei eine kleine Schuppe unter dem letzten Sublabiale liegt.
Der Rumpf des Holotyps weist 21 Schuppenreihen in der Körpermitte, 250 Ventralschilde, 60 paarige Subkaudalschilde und einen ungeteilten Analschild auf.

## Vorkommen und Lebensweise
Über Lebensweise und Verbreitung der Art ist fast nichts bekannt. Das der Beschreibung zu Grunde liegende Weibchen hatte im Verdauungstrakt Überreste eines kleinen Säugetiers. Es wurde am Ostrand der Walter James Range in Western Australia, nahe den Grenzen zum Northern Territory und South Australia gefangen.